# Paul Hirsch
Paul Frederick Hirsch (Nova York, 14 de novembre de 1945) és un editor de cinema estatunidenc amb més de 40 crèdits cinematogràfics des de 1970, conegut principalment per ser un dels principals cineastes que va sortir del moviment New Hollywood, que col·labora amb directors com Brian De Palma, George Lucas, George A. Romero i Herbert Ross. Va guanyar un Oscar al millor muntatge i un premi Saturn pel seu treball a La guerra de les galàxies original, que va compartir amb Richard Chew i Marcia Lucas.

## Biografia
Natiu de la ciutat de Nova York i fill del pintor i professor Joseph Hirsch. El seu pare era d'origen alemany-jueu. després de graduar-se a Columbia el 1966, va començar a dedicar-se a l'edició. A finals de la dècada de 1960, mentre editava tràilers a Nova York, el seu germà, Charles, el va presentar al cineasta llavors desconegut Brian De Palma. La seva col·laboració va donar lloc a onze llargmetratges.
L'any 1978, va guanyar l'Oscar al millor muntatge pel seu treball a La guerra de les galàxies, juntament amb Richard Chew i Marcia Lucas. També va ser la primera persona a guanyar el Premi Saturn a la millor edició dues vegades, primer per La guerra de les galàxies el 1977 i després per Mission: Impossible – Ghost Protocol el 2011.
Ha editat més de 35 llargmetratges, com L'imperi contraataca, Ferris Bueller's Day Off, Missió: Impossible, Planes, Trains and Automobiles, Footloose, Carrie, Un dia de fúria, Phantom of the Paradise, Obsessió, Impacte, The Secret of My Success, Magnòlies d'acer i Ray, per la qual va rebre una segona nominació a l'Oscar l'any 2005 i el premi American Cinema Editors al millor llargmetratge muntat (comèdia o musical). També ha treballat amb Duncan Jones a Codi font i Warcraft.
Hirsch rarament veu altres pel·lícules que les seves més d'una vegada. No obstant això, cita que el musical Un americà a París i la pel·lícula de ciència-ficció 2001: Odissea de l'espai són dignes de visualitzar-se repetidament.

## Filmografia

### Com a editor de cinema
| Any  | Pel·lícula                               | Director         | Notes |
| ---- | ---------------------------------------- | ---------------- | --- |
| 1970 | Hola, mare!                              | Brian De Palma   | |
| 1972 | Sisters                                  | Brian De Palma   | |
| 1974 | Phantom of the Paradise                  | Brian De Palma   | |
| 1976 | Carrie                                   | Brian De Palma   | |
| 1976 | Obsessió                                 | Brian De Palma   | |
| 1977 | Star Wars                                | George Lucas     | Coeditor amb Marcia Lucas & Richard Chew Oscar al millor muntatgePremi Saturn al millor muntatgeNominat—BAFTA al millor muntatgeNominat—American Cinema Editors al millor muntatge |
| 1978 | King of the Gypsies                      | Frank Pierson    | |
| 1978 | The Fury                                 | Brian De Palma   | |
| 1980 | L'Imperi contraataca                     | Irvin Kershner   | |
| 1981 | Impacte                                  | Brian De Palma   | |
| 1982 | Creepshow                                | George A. Romero | Segment: "The Crate" |
| 1983 | El retorn del cavall negre               | Robert Dalva     | |
| 1984 | Footloose                                | Herbert Ross     | |
| 1986 | Ferris Bueller's Day Off                 | John Hughes      | |
| 1987 | Planes, Trains and Automobiles           | John Hughes      | |
| 1987 | The Secret of My Success                 | Herbert Ross     | |
| 1989 | Magnòlies d'acer                         | Herbert Ross     | |
| 1990 | Coupe de Ville                           | Joe Roth         | |
| 1991 | Dutch                                    | Peter Faiman     | Coeditor amb Adam Bernardi & Rick Shaine |
| 1992 | Raising Cain                             | Brian De Palma   | Coeditor amb Robert Dalva & Bonnie Koehler |
| 1993 | Un dia de fúria                          | Joel Schumacher  | |
| 1993 | Wrestling Ernest Hemingway               | Randa Haines     | |
| 1994 | I Love Trouble                           | Charles Shyer    | Coeditor amb Adam Bernardi & Walter Murch |
| 1996 | Missió: Impossible (Mission: Impossible) | Brian De Palma   | Nominat—Premi Circuit Community pel millor muntatge Nominat—Premi Satellite al millor muntatge                                                                                     |
| 1998 | Hard Rain                                | Mikael Salomon   | Coeditor amb Amnon David i Gillian L. Hutshing |
| 1998 | Mighty Joe Young                         | Ron Underwood    | |
| 1999 | Mandíbules                               | Steve Miner      | Coeditor amb Marshall Harvey |
| 2000 | Mission to Mars                          | Brian De Palma   | |
| 2002 | Pluto Nash                               | Ron Underwood    | Coeditor amb Alan Heim |
| 2003 | The Fighting Temptations                 | Jonathan Lynn    | |
| 2004 | Ray                                      | Taylor Hackford  | ACE Eddie al millor mutantge - Comèdia o musical Nominat—Oscar al millor mutantge                                                                                                  |
| 2006 | Date Movie                               | Aaron Seltzer    | |
| 2006 | Deck the Halls                           | John Whitesell   | |
| 2008 | Assassinat just                          | Jon Avnet        | |
| 2010 | Love Ranch                               | Taylor Hackford  | |
| 2011 | Codi font                                | Duncan Jones     | |
| 2011 | Dylan Dog: Dead of Night                 | Kevin Munroe     | |
| 2011 | Mission: Impossible – Ghost Protocol     | Brad Bird        | Premi Saturn al millor muntatge |
| 2016 | Warcraft                                 | Duncan Jones     | |
| 2017 | The Mummy                                | Alex Kurtzman    | Coeditor amb Gina Hirsch & Andrew Mondshein |

### Com a editor addicional
| Any  | Pel·lícula                         | Director                     | Editor(s)                                    | Notes        |
| ---- | ---------------------------------- | ---------------------------- | -------------------------------------------- | ------------ |
| 1979 | Home Movies                        | Brian De Palma               | Corky O'Hara                                 |              |
| 1986 | The Clan of the Cave Bear          | Michael Chapman              | Wendy Greene Bricmont                        |              |
| 2002 | Extreme Ops                        | Christian Duguay             | Clive Barrett Sylvain Lebel                  |              |
| 2007 | Lleons per xais                    | Robert Redford               | Joe Hutshing                                 |              |
| 2012 | La vida de Pi                      | Ang Lee                      | Tim Squyres                                  | No acreditat |
| 2013 | El gran Gatsby                     | Baz Luhrmann                 | Jason Ballantine Jonathan Redmond Matt Villa |              |
| 2013 | World War Z                        | Marc Forster                 | Roger Barton Matt Chessé                     |              |
| 2018 | The Nutcracker and the Four Realms | Lasse Hallström Joe Johnston | Stuart Levy                                  |              |